# Nuoto ai campionati mondiali di nuoto 2015 - Staffetta 4x100 metri stile libero femminile
Le qualifiche per la finale si sono svolte la mattina del 2 agosto 2015, mentre la finale, invece, si terrà la sera dello stesso giorno.

## Medaglie
| Posizione | Nazione     | Atleti                                                                                                  |
| --------- | ----------- | --- |
| Oro       | Australia   | Emily Seebohm Emma McKeon Bronte Campbell Cate Campbell Madison Wilson* Melanie Wright* Bronte Barratt* |
| Argento   | Paesi Bassi | Ranomi Kromowidjojo Maud van der Meer Marrit Steenbergen Femke Heemskerk                                |
| Bronzo    | Stati Uniti | Missy Franklin Margo Geer Lia Neal Simone Manuel Shannon Vreeland* Abbey Weitzeil*                      |

* Atleti che hanno partecipato solo alle batterie

## Record
Prima della manifestazione il record del mondo (WR) e il record dei campionati (CR) erano i seguenti.
| Record mondiale       | 3'30"98 | Australia Bronte Campbell (53"15) Melanie Schlanger (52"76) Emma McKeon (52"91) Cate Campbell (52"16)        | 24 luglio 2014 Glasgow, Scozia |
| Record dei campionati | 3'31"72 | Paesi Bassi Inge Dekker (53"61) Ranomi Kromowidjojo (52"30) Femke Heemskerk (53"03) Marleen Veldhuis (52"78) | 26 luglio 2009 Roma, Italia    |

Durante la competizione è stato battuto il seguente record:
| Data     | Evento | Atlete                                                                                  | Nazione   | Tempo   | Record                |
| -------- | ------ | --------------------------------------------------------------------------------------- | --------- | ------- | --------------------- |
| 2 agosto | Finale | Emily Seebohm (53"92) Emma McKeon (53"57) Bronte Campbell (51"77) Cate Campbell (52"22) | Australia | 3'31"48 | Record dei campionati |

## Risultati

### Batterie
| Pos. | Batteria | Corsia | Atlete | Nazionalità | Tempo   | Note |
| ---- | -------- | ------ | --- | ----------- | ------- | ---- |
| 1    | 2        | 9      | Shannon Vreeland (54.37) Abbey Weitzeil (53.85) Margo Geer (53.37) Lia Neal (53.93)                                                       | Stati Uniti | 3:35.52 | Q    |
| 2    | 2        | 8      | Emily Seebohm (53.93) Madison Wilson (53.82) Melanie Wright (53.51) Bronte Barratt (54.60)                                                | Australia   | 3:35.86 | Q    |
| 3    | 1        | 7      | Maud van der Meer (54.69) Marrit Steenbergen (54.72) Femke Heemskerk (53.00) Ranomi Kromowidjojo (53.50)                                  | Paesi Bassi | 3:35.91 | Q    |
| 4    | 1        | 3      | Michelle Coleman (54.00) Louise Hansson (54.30) Magdalena Kuras (55.19) Sarah Sjöström (52.75)                                            | Svezia      | 3:36.24 | Q    |
| 5    | 1        | 9      | Sandrine Mainville (54.57) Michelle Williams (54.06) Victoria Poon (54.91) Chantal van Landeghem (54.10)                                  | Canada      | 3:37.64 | Q    |
| 5    | 2        | 1      | Zhu Menghui (54.14) Tang Yuting (54.55) Fang Yi (54.96) Shen Duo (53.99)                                                                  | Cina        | 3:37.64 | Q    |
| 7    | 1        | 6      | Erika Ferraioli (54.77) Silvia Di Pietro (54.13) Federica Pellegrini (53.92) Laura Letrari (55.06)                                        | Italia      | 3:37.88 | Q    |
| 8    | 2        | 5      | Charlotte Bonnet (53.95) Beryl Gastaldello (54.76) Cloé Hache (54.89) Anna Santamans (54.75)                                              | Francia     | 3:38.35 | Q    |
| 9    | 2        | 3      | Miki Uchida (54.25) Rikako Ikee (54.63) Misaki Yamaguchi (54.58) Yoyoi Matsumoto (55.01)                                                  | Giappone    | 3:38.47 |      |
| 10   | 2        | 2      | Veronika Popova (54.51) Nataliya Lovtsova (54.66) Viktoriya Andreyeva (54.49) Marija Kameneva (54.97)                                     | Russia      | 3:38.63 |      |
| 11   | 1        | 4      | Larissa Oliveira (55.08) Graciele Herrmann (55.96) Etiene Medeiros (54.49) Daynara de Paula (54.71)                                       | Brasile     | 3:40.24 |      |
| 12   | 2        | 4      | Katarzyna Wilk (54.86) Alicja Tchórz (55.11) Aleksandra Urbańczyk (56.16) Anna Dowgiert (54.76)                                           | Polonia     | 3:40.89 |      |
| 13   | 1        | 1      | Annika Bruhn (55.34) Dorothea Brandt (54.99) Alexandra Wenk (55.02) Marlene Huther (56.21)                                                | Germania    | 3:41.56 |      |
| 14   | 1        | 5      | Camille Cheng (55.58) Stephanie Au (56.30) Sze Hang Yu (55.40) Siobhán Haughey (54.83)                                                    | Hong Kong   | 3:42.11 |      |
| 15   | 1        | 0      | Maria Ugolkova (56.42) Sasha Touretski (55.49) Danielle Villars (55.42) Noemi Girardet (56.37)                                            | Svizzera    | 3:43.70 |      |
| 16   | 2        | 6      | Birgit Koschischek (55.70) Lisa Zaiser (54.95) Lena Kreundl (56.88) Jördis Steinegger (56.53)                                             | Austria     | 3:44.06 |      |
| 17   | 1        | 2      | Isabella Arcila Hurtado (56.19) Carolina Colorado Henao (56.18) Maria Paula Alvarez Pugliese (57.68) Jessica Maria Camposano Rios (56.10) | Colombia    | 3:46.15 |      |
| 18   | 1        | 8      | Xiang Qi Amanda Lim (57.44) Ting Wen Quah (56.22) Marina Chan (58.78) Rachel Tseng (58.66)                                                | Singapore   | 3:51.10 |      |
| 19   | 2        | 0      | Gizem Bozkurt (58.33) Ekaterina Ivanova Avramova (55.92) Merve Eroglu (1:00.89) Zulal Zeren (58.08)                                       | Turchia     | 3:53.22 |      |
|      | 2        | 7      | Hanna-Maria Seppälä (55.83) Mimosa Jallow (55.43) Roosa Mort (57.26) Fanny Teijonsalo (DSQ)                                               | Finlandia   |         | DSQ  |

### Finale
| Posizione | Corsia | Nazione     | Atlete | Tempo   | Note |
| --------- | ------ | ----------- | --- | ------- | ---- |
|           | 5      | Australia   | Emily Seebohm (53.92) Emma McKeon (53.57) Bronte Campbell (51.77) Cate Campbell (52.22)                    | 3:31.48 | CR   |
|           | 3      | Paesi Bassi | Ranomi Kromowidjojo (53.30) Maud van der Meer (54.50) Marrit Steenbergen (53.88) Femke Heemskerk (51.99)   | 3:33.67 |      |
|           | 4      | Stati Uniti | Missy Franklin (53.68) Margo Geer (54.14) Lia Neal (53.70) Simone Manuel (53.09)                           | 3:34.61 |      |
| 4         | 6      | Svezia      | Michelle Coleman (54.43) Louise Hansson (53.84) Sarah Sjöström (52.38) Magdalena Kuras (55.06)             | 3:35.71 |      |
| 5         | 2      | Canada      | Sandrine Mainville (53.85) Michelle Williams (54.54) Chantal van Landeghem (53.51) Katerine Savard (54.54) | 3:36.44 |      |
| 6         | 1      | Italia      | Erika Ferraioli (54.80) Silvia Di Pietro (53.63) Laura Letrari (55.00) Federica Pellegrini (53.73)         | 3:37.16 |      |
| 7         | 7      | Cina        | Zhu Menghui (54.38) Tang Yuting (54.45) Fang Yi (54.98) Shen Duo (53.83)                                   | 3:37.64 |      |
| 8         | 8      | Francia     | Charlotte Bonnet (54.10) Beryl Gastaldello (54.89) Cloé Hache (54.84) Anna Santamans (54.63)               | 3:38.46 |      |